# Margaret Clap
Margaret Clap nota come Madre Clap (... – 1726 circa) gestì una casa-caffè dal 1724 al 1726 ad Holborn, nel Middlesex, a poca distanza da Londra.
Nota per avere gestito una Molly house, una taverna frequentata principalmente da uomini omosessuali, fu anche pesantemente coinvolta nelle battaglie legali successive alla chiusura del suo locale. Molto poco si sa sulla sua vita. Certamente fu una parte importante della subcultura gay dell'Inghilterra del primo XVIII secolo. In base al Buggery Act del 1533, la sodomia era punibile con una multa, con la prigionia od anche con la pena capitale. Ciononostante, pratiche omosessuali erano ancora svolte privatamente. Per permettere tutto ciò, nacquero le Molly house (molly era lo slang per un uomo gay). Quella di Margaret Clap fu una delle più famose.

## La molly house
Margaret Clap gestì una casa-caffè che ebbe la funzione di molly house per la comunità omosessuale. La casa fu molto popolare per tutta la sua breve esistenza (1724-1726). La Clap si prendeva cura dei suoi clienti, specialmente degli uomini omosessuali. Era conosciuta per fornire "letti in ogni camera della casa". Ella era presente per tutte le ore in cui la casa era aperta, spostandosi solo per comprare bevande alcoliche ai suoi clienti nella taverna dall'altro lato della strada. Per questo motivo, si pensa che la molly house fosse nella sua residenza privata. Al contrario di molte molly house, non era un bordello. L'iniziativa della donna potrebbe dunque essere derivata più dal piacere che dal profitto, anche a causa del suo comportamento nei confronti dei clienti. Ad esempio, lasciò che un uomo alloggiasse presso la sua casa per due anni e successivamente testimoniò il falso perché fosse assolto dalle accuse di sodomia.

### Raid del 1726
Nel febbraio del 1726, la molly house di Margaret Clap fu oggetto di un raid della polizia; circa 40 occupanti furono arrestati. Inizialmente presa di mira dalla Society for the Reformation of Manners (Società per la Correzione dei Comportamenti), la casa era stata sotto sorveglianza per due anni. Sembra che vi sia stata una soffiata da parte di alcuni informatori avidi di vendetta. Ad esempio, un uomo di nome Mark Patridge, dopo che il suo amante l'aveva costretto all'outing, si rivelò un informatore della polizia. Guidò un poliziotto nella molly house, presentandolo come suo "marito" per fare in modo che investigasse più a fondo. Per il suo aiuto, Patridge non fu processato per sodomia. Un altro importante informatore fu Thomas Newton, che induceva altri uomini a commettere un reato per permettere ai poliziotti di arrestarli in flagranza di reato.
Secondo Rictor Norton: